# Lachapelle (Tarn-et-Garonne)
Lachapelle is een gemeente in het Franse departement Tarn-et-Garonne (regio Occitanie) en telt 120 inwoners (2009). De plaats maakt deel uit van het arrondissement Castelsarrasin.

## Geografie
De oppervlakte van Lachapelle bedraagt 10,6 km², de bevolkingsdichtheid is dus 11,3 inwoners per km².
De onderstaande kaart toont de ligging van Lachapelle (Tarn-et-Garonne) met de belangrijkste infrastructuur en aangrenzende gemeenten.

## Demografie
Onderstaande figuur toont het verloop van het inwonertal (bron: INSEE-tellingen).